# ماكس فان فيلي
ماكس فـان فيلي (بالإنجليزية: Max Van Ville)‏ هو ممثل أمريكي، ولد في 13 يناير 1987.

## وصلات خارجية
- ماكس فـان فيلي على موقع IMDb (الإنجليزية)
- ماكس فـان فيلي على موقع قاعدة بيانات الفيلم (الإنجليزية)